# Hormographiella
Hormographiella is een geslacht van schimmels behorend tot de familie Psathyrellaceae. De typesoort is Hormographiella aspergillata. 

## Soorten
Volgens Index Fungorum telt het geslacht in totaal drie soorten (peildatum oktober 2023):
| Soortnaam                    | Auteur(s)               | Publicatiejaar |
| ---------------------------- | ----------------------- | -------------- |
| Hormographiella aspergillata | Guarro, Gené & De Vroey | 1992           |
| Hormographiella candelabrata | Gené & Guarro           | 1992           |
| Hormographiella verticillata | Guarro, Gené & E. Guého | 1992           |